# Lost Sirens
Lost Sirens är New Orders nionde studioalbum som gavs ut 2013. Skivan spelades in 2003-2004 (då Waiting for the Sirens' Call spelades in) men materialet släpptes inte förrän 2013.

## Låtlista
1. I'll stay with you
2. Sugarcane
3. Recoil
4. Californian grass
5. Hellbent
6. Shake it up
7. I got a feeling
8. I told you so